# Оструша
Гробнично-култовият комплекс Оструша е открит под едноименната могила край град Шипка (област Стара Загора) през април 1993 г. от българския археолог Георги Китов. Комплексът е изграден в средата на IV век пр. Хр. и е функционирал като храм на тракийския бог на безсмъртието Сабазий до IV в. сл. Хр. С размерите и плановото си решение подмогилното съоръжение се нарежда сред едно от най-забележителните архитектурни постижения в Тракия и Долината на тракийските владетели (заедно с Голяма Косматка, Шушманец и Голяма Арсеналка).

## Описание и особености
Комплексът е разположен на площ от 100 кв.м и се състои от пет правоъгълни и едно кръгло помещения. Гробницата е изградена от 2 монолитни каменни блока с общо тегло 60 тона. Първият блок е с формата на куб, в който се намира гробната камера, а от другия е изработена покривната конструкция. Особен интерес представлява таванът на гробницата – в прецизно издяланите орнаменти се виждат портретите на хора и фигури на животни и цветя.
В могилата е открит конски скелет, оръжия, сребърна кана, сребърни украси (апликации) за конска амуниция, фиала, монети на Филип II Македонски, керамични съдове и други предмети с висока художествена стойност.

## Археологическо проучване
На 13 април 1993 г. екипът на Георги Китов разкрива централната камера на подмогилното съоръжение, което е разположено в южната периферия на насипа и е обърнат на юг. Храмът се състои от шест камери, които са разположени върху площ от 100 m². Съоръжението е изработено от много добре обработени каменни блокове, здраво споени чрез железни скоби заляти с олово. Първото разкрито помещение е играело ролята на разпределителна отправна точка към камерите разположени откъм източната, западната и северната страна на храма. Камерата разположена на източната страна е открита с разрушен куполен покрив и отделни конски кости разпилени по пода. Камерата разположена на югозападната страна на комплекса е единствената разкрита непокътната. Североизточната и северозападната камери са по-малко по размери, без входове и подходът към тях вероятно е ставал чрез стълби, като Китов предполага че са ползвани за своеобразни дарохранителници, които са били старателно опразнени при ограбването на гробницата.
От изключителен научен интерес е централната монолитна камера, която е изградена от каменен блок, тежащ 60 тона, в който е издълбано помещението, което е поставено върху тристъпален стереобат, за който е захванато посредством оловна заливка. Идентично е захваната и покривът-капак. Всички останали помещения са на фуга към стереобата, което свидетелства, че известно време той и централната камера са били самостоятелно стоящи. Входът е издълбан откъм южната страна на съоръжението, а под фронтоните и двускатният покрив са оставени зъбовидни издатъци, които имитират дървен гредоред. В камерата срещу входа е монтирано ритуално каменно легло с пластична орнаментация и парапети. Таванът е с имитация на дървени греди, които го разделят на геометрични фигури, като в средата е оформено едно кръгло поле, което изпълнява функцията на слънце. Правоъгълните и триъгълните полета около т.нар. „слънце“ на тавана са изпълнени с растителна и геометрична украса – пробладавали са сцени от живота на тракийски аристократи, портрети и изображения на мъже и жени, сцени с животни и растения, които са били инкрустирани със злато.
В южния край на неограбената югозападна камера е открит скелет на кон в анатомичен ред – вероятно принесен в жертва и погребан тук. Открито е острието на ножа, забит в гръдния кош на животното. Отделно от животното в платнена или кожена торба в северозападния ъгъл на камерата е била поставена сбруята – желязна юзда, сребърни халки, апликации от сребро с гравирани зооморфни изображения. Откритият начелник е нов за тракийската торевтика – върху плочка с формата на цифрата „8“ – силно стилизирана двойна брадва, като от центъра на плочката излиза триизмерна шия с глава на грифон, което според Георги Китов го причислява към челниците от „тракийски тип“. До този момент такъв образец не е намиран на територията на България. Начелникът е свързващо звено в Тракия за други по-ранни и по-късни образци. Познат е и от земите на скитите, което е свидетелство за значителното влияние на тракийската торевтика върху скитксата, което затвърждава становището изказано още от Манцевич, че много от конските амуниции в Скития са внос или военен трофей от Тракия. В помещението са открити още – пръснати късове от два сребърни съда (фиала и каничка), която наподобява т.нар. „тип Дервени“ – наблюдаван при съдове от Рогозенското съкровище. 
Пред входа на гробницата археолозите откриват символичен саркофагоподобен гроб, а пред него в права линия са разхвърляни шест каменни аркотерия с пластична украса от палмети. Някои от тях са били боядисани в бледосиньо и бледорозово, като според Георги Китов, без съмнение са украсявали фронтона на сградата. Изглежда, че когато съоръжението служило в древността за храм посветен на Сабазий, част от архитектурните детайли и инвентара са били демонтирани и подредени на юг от постройката, което явление от пределите все още е трудно обяснимо за траколозите.
Храмът, изграден в началото на IV век пр. Хр. е използван до третата четвърт на същото столетие, като е бил доизграждан на няколко етапа – издълбаване и монтиране на централната камера, изоставяне и засипване на съоръжението. Етапите са маркирани от сребърен аполонийски обол и две монети на Филип II Македонски, както и сребърни украси за конска амуниция и части метални съдове.
През ранната Византийска епоха могилата е ползвана за християнски некропол. Според Китов византийците правейки аналогии със собствената си сакрална архитектура са потърсили крипта под погребалната камера и прокопавайки тунел са попаднали в централната камера. Археолозите откриват няколко десетки монети от времето на Константин Велики, части от гребенчата керамика, габъри от обувки и рядка персийка сребърна монета. Вероятно след като са проникнали в централната камера, подмамени от златните инкрустации по изображенията и подтикнати от собствената си религиозна нетърпимост към човешки изображения са унищожили голяма част от тях.
Могилата Оструша е била използвана за щаб на руските войски по време на Руско-турската освободителна война през 1877 – 78 г.

## Стеонописи
Стенописите от Оструша са прецизно изпълнени в синьо, жълто, червено и зелено с нюанси са били шедьовър на античното тракийско изобразително изкуство, като според Георги Китов, художествената им стойност е неоспоримо по-голяма от тези изобразени и отлично запазени в Казанлъшката гробница.

## Фотогалерия
- Съоръжението след реставрацията и консервацията
- План на съоръжението и състояние след разкопаването
- Основи на помещения пред централната камера
- Покривната плоча
- Таванът на погребалната камера
- Елементи от унищожените стенописи
- Унищожен стенопис
- Корниз
- Входът към централната камера

## Опазване и консервация
През 2012 г. е извършена реконструкция на гробищно-култовия комплекс и е обновено защитното съоръжение изградено около обекта, като консервационните дейности са финансирани от „Мини Марица Изток“ ЕАД. До началото на 2012 г. за посетители е достъпна само централната камера.